# Ajtek Namitok
Ajtek Namitok (Namitokow), ros. Айтек Намиток (Намитоков) (ur. 6 czerwca 1892 r. w Jekaterynodarze, zm. 26 lipca 1963 r. w Stambule) – północnokaukaski działacz narodowy, emigracyjny wykładowca akademicki, historyk i etnograf, lingwista, publicysta i pisarz
Ukończył gimnazjum w Stawropolu, a następnie studia prawnicze na uniwersytecie w Petersburgu. W latach 1911–1916 był jednym z przywódców miejscowego Muzułmańskiego Komitetu Górali. W 1917 r. wszedł w skład Rady Ministerstwa Edukacji Ludowej Rządu Tymczasowego. Był też członkiem Wyższej Rady Pedagogicznej i przewodniczącym jej komisji ds. szkół nierosyjskich. Na przełomie września/października 1917 r. został członkiem Kubańskiej Rady Krajowej, z ramienia której wybrano go do I Kubańskiej Rady Ustawodawczej. Na pocz. listopada tego roku został członkiem kierownictwa Związku Południowo-Wschodniego. Następnie pełnił funkcję ministra sprawiedliwości w Rządzie Kubańskim. Przez Konstytuantę Narodową wybrano go członkiem Wszechrosyjskiej Rady Demokratycznej. W 1919 r. wchodził w skład delegacji Kozaków kubańskich na pokojową Konferencję Wersalską. Ajtek Namitok popierał ideę utworzenia konfederacji narodów kaukaskich i Kozaków z południa Rosji. Z tego powodu przez gen. Antona I. Denikina został zaocznie pozbawiony wszystkich pełnionych funkcji i skazany na karę śmierci. W tej sytuacji pozostał w Paryżu, gdzie od 1926 r. prowadził działalność adwokacką. Wykładał na Sorbonie historię i etnografię. Pisał artykuły do wielu pism francuskich i emigracyjnych. Współpracował z Paryskim Stowarzyszeniem Lingwistycznym. Był członkiem Koła Badań Kaukazu, z ramienia którego w latach 1934–1937 występował z wykładami dotyczącymi historii i etnografii Kaukazu. Działał w paryskim oddziale Ludowej Partii Górali Kaukaskich. W 1939 r. napisał książkę pt. "Proischożdienije czerkiesow". W czasie II wojny światowej przebywał w Monachium, wykładając w Institut fur Kontinental - Europaische Forschung. Po ataku wojsk niemieckich na ZSRR 22 czerwca 1941 r., stanął na czele Komitetu Muzułmańskiego w Berlinie. Po zakończeniu wojny powrócił do Monachium. W marcu 1949 r. współtworzył odnowiony Północnokaukaski Komitet Narodowy, wchodząc w skład jego kierownictwa. Następnie przeniósł się do Stambułu, gdzie został profesorem języka francuskiego w miejscowym Instytucie Pedagogicznym. Stanął na czele Północno-Kaukaskiego Centrum Narodowego. Jednocześnie na pocz. lat 50. szefował oddziałowi północnokaukaskiemu Instytutu Sowietologii w Monachium.